# Trần Đức Lương

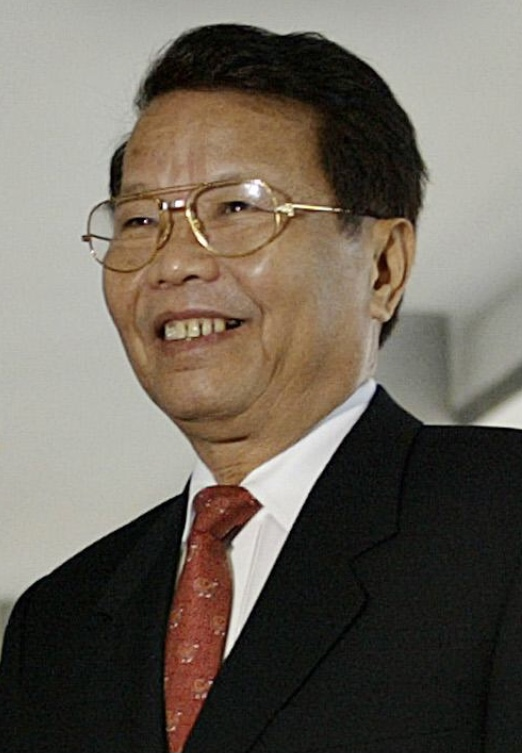
Tran Duc Luong (2004)

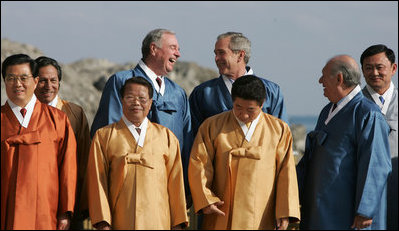
V. l. n. r.: Hu Jintao, Alejandro Toledo, Trần Đức Lương, Paul Martin, George W. Bush, Roh Moo-hyun, Ricardo Lagos, Thaksin Shinawatra (APEC-Treffen, November 2005)

Trần Đức Lương (* 5. Mai 1937 in der Provinz Quảng Ngãi; † 20. Mai 2025 in Hanoi) war von 1997 bis 2006 der Präsident Vietnams.

## Leben und Karriere
Er wurde in der Provinz Quảng Ngãi geboren und zog nach Abschluss der Schule 1955 nach Hanoi. Dort studierte er Geologie und arbeitete als Kartograf. Im Jahr 1959 trat er der Kommunistischen Partei Vietnams bei und wurde in den 1970er-Jahren Parteifunktionär. Im Jahr 1987 wurde er stellvertretender Premierminister. Seit 1996 war er Mitglied des Politbüros, 1997 wurde er zum Präsidenten des Landes gewählt. Dieses Amt hatte er bis zum 27. Juni 2006 inne, als er von Nguyễn Minh Triết abgelöst wurde. Trần Đức Lương starb im Mai 2025 im Alter von 88 Jahren in Hanoi.